# Duist
Duist, également appelée Duist, de Haar en Zevenhuizen, est une ancienne commune néerlandaise de la province d'Utrecht.
Du 1er janvier 1812 au 1er janvier 1818, la commune était rattachée à celle de Bunschoten.
Duist était composée d'une partie du village de Duist, du polder De Haar et du hameau de Zevenhuizen. En 1840, la commune comptait 25 maisons et 173 habitants.
Le 8 septembre 1857 Duist est supprimé et rattaché à la commune de Hoogland. À la suppression de cette commune en 1974, Duist passe à la commune voisine de Bunschoten.